# Дрюривілл (Вірджинія)
36°42′57″ пн. ш. 77°18′23″ зх. д. / 36.71583° пн. ш. 77.30639° зх. д.
Дрюривілл — це невключена спільнота на заході округу Саутгемптон, Вірджинія, США, поблизу 58-ї автомагістралі. Вона розташована на висоті 30 метрів над рівнем моря.
2002 року плантаційний будинок Аспен-Лон потрапив до Національного реєстру історичних місць.